# Большемашлякское сельское поселение
Большемашлякское се́льское поселе́ние — муниципальное образование в Рыбно-Слободском районе Татарстана Российской Федерации.
Административный центр — село Большой Машляк.

## История
Статус и границы сельского поселения установлены Законом Республики Татарстан от 31 января 2005 года № 37-ЗРТ «Об установлении границ территорий и статусе муниципального образования "Рыбно-Слободский муниципальный район" и муниципальных образований в его составе».

## Население
| 2010 | 2011 | 2012 | 2013 | 2014 | 2015 | 2016 |
| ---- | ---- | ---- | ---- | ---- | ---- | ---- |
| 714  | ↘710 | ↘701 | ↘685 | ↗688 | ↘679 | ↘670 |
| 2017 | 2018 |      |      |      |      |      |
| ↘657 | ↘656 |      |      |      |      |      |

## Состав сельского поселения
| № | Населённый пункт | Тип населённого пункта       | Население |
| - | ---------------- | ---------------------------- | --------- |
| 1 | Бикчураево       | село                         |           |
| 2 | Большой Машляк   | село, административный центр |           |
| 3 | Верхний Машляк   | деревня                      |           |